# Rivière du Roi
La rivière du Roi est un affluent de la rivière du Loup, coulant sur la rive nord du fleuve Saint-Laurent, dans les municipalités de Saint-Élie-de-Caxton et de Saint-Paulin, dans la municipalité régionale de comté (MRC) de Maskinongé (MRC), dans la région administrative de la Mauricie, au Québec, au Canada.
Le cours de la rivière du Roi descend généralement vers le sud, en zone forestière.

## Géographie
La rivière du Roi prend sa source à l’embouchure du lac des Deux Montagnes (longueur : 0,2 km ; altitude : 253 m) dans la partie nord de Saint-Paulin. L’embouchure du lac des Deux Montagnes se situe à :
- 8,0 km au nord du centre du village de Saint-Paulin ;
- 8,3 km au nord-est du pont situé au centre du village de Saint-Alexis-des-Monts ;
- 18,3 km à l'ouest de la rivière Saint-Maurice ;
- 27,4 km au nord-ouest du lac Saint-Pierre lequel est traversé par le fleuve Saint-Laurent.

À partir de l’embouchure du lac des Deux Montagnes, la rivière du Roi coule sur 8,1 km, selon les segments suivants :
- 0,4 km vers l'est dans Saint-Paulin, jusqu’à la limite de Saint-Élie-de-Caxton, en traversant le lac Manivelle (altitude : 247 m lequel chevauche la limite intermunicipale ;
- 0,7 km vers le sud-est en formant une courbe vers le nord-est en passant par l’embouchure du lac Manivelle, et revenant jusqu’à la limite de Saint-Paulin ;
- 3,3 km vers le sud-ouest dans Saint-Paulin en recueillant les eaux de la décharge du lac des Bœufs, jusqu’à la décharge du lac du Baluchon ;
- 3,7 km vers le sud-ouest, jusqu’à sa confluence[2].

La rivière du Roi se déverse dans une courbe de rivière sur la rive est de la rivière du Loup dans Saint-Paulin. La confluence de la rivière du Roi est située à :
- 3,3 km au nord du centre du village de Saint-Paulin ;
- 2,8 km au sud-est du centre du hameau Hunterstown.

## Toponymie
Le toponyme rivière du Roi a été officialisé le 6 mars 1975 à la Commission de toponymie du Québec.